# Tires
Tires, németül: Tiers, település Olaszországban, Bolzano autonóm megyében, Dél-Tirolban. Lakosainak száma 997 fő (2023. január 1.). Tires Campitello di Fassa, Castelrotto, Cornedo all’Isarco, Fiè allo Sciliar, Mazzin, Nova Levante és San Giovanni di Fassa községekkel határos.

## Népesség
A település népességének változása:
| Lakosok száma | 981  | 987  | 997  |
|               | 2017 | 2018 | 2023 |